# Anopheles demeilloni
Anopheles demeilloni este o specie de țânțari din genul Anopheles, descrisă de Evans în anul 1933. Conform Catalogue of Life specia Anopheles demeilloni nu are subspecii cunoscute.